# Blender (Möbel)
Als Blender bezeichnet man einen Möbeltypus, der vor allem im Biedermeier beliebt war. Es handelt sich dabei um Schränke, deren Front so gestaltet ist, dass sie das Aussehen eines anderen Möbels imitiert. 
Die häufigste Form wirkt auf den ersten Blick wie ein rechteckiger Schranksekretär (Secrétaire à abattant), bei dem oberhalb von drei Schubladen eine Schreibklappe angebracht ist, über der noch eine niedrigere Schublade liegt. Tatsächlich handelt es sich dabei aber lediglich um Blenden, die zu einer durchgehenden Tür zusammengefügt sind. Diese lässt sich öffnen und gibt das Innere des Schrankes frei, das zum Aufhängen von Kleidern eingerichtet ist oder Fachböden aufweist (manchmal ist die oberste oder unterste Schublade allerdings auch wirklich als solche ausgebildet). Seltener sind Blender, die das Aussehen einer Kommode mit Schubladen (sowohl als normale, halbhohe Kommode wie auch als hohe Pfeilerkommode) imitieren. Je nach handwerklicher Qualität fällt die wirkliche Konstruktion eines Blenders erst bei sehr genauem Hinsehen auf. Bei besonders raffiniert gearbeiteten Exemplaren wurde als Schloss für die Schranktür ein Stangenschloss verwendet, das in der Mitte der Tür sitzt – so kann der Schlüssel tatsächlich in das Schlüsselloch einer der vermeintlichen Schubladen (oder der vermeintlichen Schreibklappe) gesteckt werden.
Schränke dieser Art ermöglichten es, bei beschränkten Platzverhältnissen Kleider oder Wäsche in einem Wohnraum aufzubewahren, ohne dass man ausgesprochene und als solche erkennbare Kleiderschränke dort aufstellen musste. Sie wurden wahrscheinlich als wohnlicher empfunden. Auch war ein Sekretärblender preiswerter als ein richtiger Sekretär, da kein aufwändiges Innenleben und keine Schubladen angefertigt werden mussten. Allerdings sind viele Blender handwerklich gut und aus hochwertigen Hölzern gearbeitet, so dass es sich durchaus nicht um „Arme-Leute-Möbel“, sondern eher um Stücke für das gehobene Bürgertum handelt.